# Thebe (maan)
Thebe (spreek uit "Teebú") is de naar afstand gemeten vierde maan van Jupiter. Ze werd ontdekt door de Voyager 1 ruimtesonde en kreeg aanvankelijk de tijdelijke naam 1979J2. Later werd ze vernoemd naar een nimf die de dochter was van de god Asopus. Er worden drie à vier inslagkraters op de maan waargenomen, welke vrij groot zijn in de zin dat elk van deze kraters in afmeting ongeveer overeenkomt met de straal van Thebe). Er is verder weinig bekend over de maan.